# Veinticinco de Mayo (departamento de Rio Negro)
Veinticinco de Mayo é um departamento da Argentina, localizado na
província de Río Negro.